# Damm (Schermbeck)
Damm ist ein Ortsteil der Gemeinde Schermbeck im nordrhein-westfälischen Kreis Wesel. Zu Damm gehören die Dörfer Malberg und Wachtenbrink.

## Geographie

Lage von Damm in Schermbeck

### Lage
Damm liegt 6,5 km westlich vom Kernort Schermbeck an der Bundesstraße 58. Begrenzt wird der Ortsteil im Westen von Drevenack, im Norden von Dämmerwald, im Osten von Bricht und im Süden von dem durch die Lippe getrennten Hünxer Ortsteil Gartrop-Bühl. Das gesamte Ortsgebiet ist Teil des Naturparks Hohe Mark-Westmünsterland.

### Naturschutzgebiete
Die Naturschutzgebiete Dämmerwald und Lichtenhagen grenzen im Norden und Nordwesten an Damm. Die Lippeniederung bei Damm ist in das Feuchtwiesen-Schutzprogramms des Landes Nordrhein-Westfalen aufgenommen worden und ist mit etwa 728 Hektar größtes Naturschutzgebiet in Schermbeck. Das Naturschutzgebiet Loosen Berge, welches sich durch eine große Wacholderheide auszeichnet, befindet sich im Südwesten des Ortsteils.

## Geschichte
Die von jeher landwirtschaftlich geprägte Gemeinde wurde in einem Xantener Totenbuch (Damme) aus dem 11./12. Jahrhundert erstmals erwähnt. Die 1830 errichtete Dammer Windmühle, ein sogenannter Turmholländer, gilt als östlichste Windmühle des Niederrheins. Teile der sogenannten Klever Landwehr verlaufen als Erdwall erkennbar durch Dammer Ortsgebiet. Die Errichtung in frührömischer Zeit als rechtsrheinischer Limes, der nach der Varusschlacht erbaut wurde, ist bisher noch nicht durch archäologische Funde gesichert. Bis Ende 1974 war Damm eine selbständige Gemeinde im Amt Schermbeck, Kreis Rees. Am 1. Januar 1975 kommt es im Rahmen der Neugliederung in Nordrhein-Westfalen zum Zusammenschluss der Gemeinden Schermbeck, Altschermbeck, Bricht, Damm, Dämmerwald, Gahlen, Overbeck und Weselerwald zur Gemeinde Schermbeck.

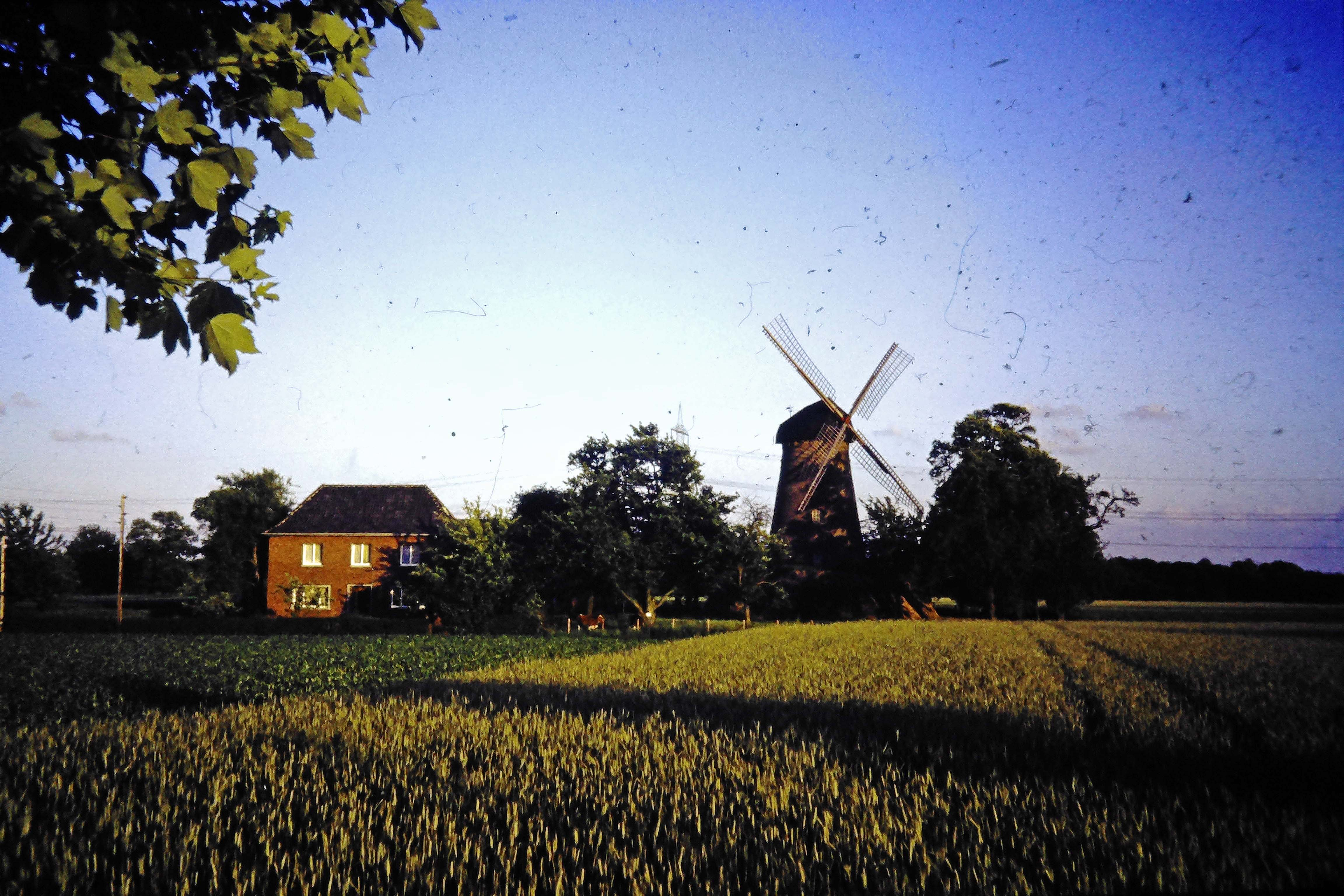
Windmühle Wörtgen bei Schermbeck (1985)

### Bevölkerungsentwicklung
- 1910: 0632[4]
- 1931: 0707[5]
- 1961: 0771[3]
- 1970: 0779[3]
- 1974: 0755[6]
- 2005: 1230

### Eisenbahn
Damm war früher Bahnstation an der 1873 erbauten, inzwischen stillgelegten Eisenbahnstrecke Hamburg-Venloer Bahn von Wesel nach Haltern am See. Heute ist die Bahnstrecke als Rad- und Wanderweg ausgebaut.

## Bildung und Sport
In Damm gibt es keine Schule; zuständig sind die Schulen in Schermbeck-Mitte. Im Ort sind ein Schützen- und ein Reit- und Fahrverein beheimatet.